# Сентрейлія (Вашингтон)
Сентрейлія (англ. Centralia) — місто (англ. city) в США, в окрузі Льюїс штату Вашингтон. Населення — 18 183 особи (2020).

## Історія
За часів піонерів-першовідкривачів місце, де пізніше виникла Сентрейлія було зупинкою для диліжансів, що курсують між пунктами Калама та Такома, потім — між рікою Колумбія та Сієтлом. Населений пункт тут був заснований 1875 року афроамериканцем Джорджем Вашингтоном та називався Сентервіль, а під назвою Сентрейлія офіційно зареєстрований 3 лютого 1886.
 11 листопада 1919 в містечку сталося криваве зіткнення («Різанина в Сентрейлії») між учасниками параду Американського легіону, які святкували річницю Дня перемир'я та воббліс (членами організації «Індустріальні робітники світу»). Внаслідок кілька людей загинули або були поранені; воббліс були вигнані з містечка, а деякі з них — посаджені у в'язницю.

## Географія
Сентрейлія розташована за координатами 46°43′23″ пн. ш. 122°58′11″ зх. д. / 46.72306° пн. ш. 122.96972° зх. д. (46.723086, -122.969619).  За даними Бюро перепису населення США в 2010 році місто мало площу 19,56 км², з яких 19,21 км² — суходіл та 0,36 км² — водойми.

### Клімат
| Клімат : Сентрейлія     | Клімат : Сентрейлія | Клімат : Сентрейлія | Клімат : Сентрейлія | Клімат : Сентрейлія | Клімат : Сентрейлія | Клімат : Сентрейлія | Клімат : Сентрейлія | Клімат : Сентрейлія | Клімат : Сентрейлія | Клімат : Сентрейлія | Клімат : Сентрейлія | Клімат : Сентрейлія | Клімат : Сентрейлія |
| Показник                | Січ.                | Лют.                | Бер.                | Квіт.               | Трав.               | Черв.               | Лип.                | Серп.               | Вер.                | Жовт.               | Лист.               | Груд.               | Рік                 |
| Абсолютний максимум, °C | 20,0                | 23,9                | 29,4                | 33,9                | 36,7                | 38,9                | 41,7                | 39,4                | 37,8                | 33,3                | 23,9                | 22,8                | 41,7                |
| Середній максимум, °C   | 7,6                 | 10,1                | 12,8                | 16,4                | 19,9                | 22,7                | 25,9                | 25,8                | 22,7                | 16,8                | 11,1                | 8,0                 | 16,7                |
| Середній мінімум, °C    | 0,8                 | 1,4                 | 2,4                 | 3,9                 | 6,5                 | 9,1                 | 10,8                | 10,7                | 8,8                 | 6,1                 | 3,4                 | 1,6                 | 5,5                 |
| Абсолютний мінімум, °C  | −20                 | −17,8               | −10                 | −6,7                | −2,8                | −0,6                | 0,6                 | 1,7                 | −4,4                | −6,7                | −15                 | −17,8               | −20                 |
| Норма опадів, мм        | 169                 | 128                 | 121                 | 78                  | 58                  | 47                  | 18                  | 28                  | 51                  | 103                 | 179                 | 186                 | 1166                |
| Днів з опадами          | 20                  | 17                  | 18                  | 15                  | 12                  | 9                   | 5                   | 5                   | 8                   | 14                  | 20                  | 21                  | 164,0               |
| ----------------------- | ------------------- | ------------------- | ------------------- | ------------------- | ------------------- | ------------------- | ------------------- | ------------------- | ------------------- | ------------------- | ------------------- | ------------------- | ------------------- |
| Джерело: WRCC           |                     |                     |                     |                     |                     |                     |                     |                     |                     |                     |                     |                     |                     |

## Демографія
Згідно з переписом 2010 року, у місті мешкало 16 336 осіб у 6640 домогосподарствах у складі 3867 родин. Густота населення становила 835 осіб/км².  Було 7265 помешкань (371/км²).
Расовий склад населення:
| - 85,1 % — білих - 1,4 % — корінних американців - 1,0 % — азіатів - 0,6 % — чорних або афроамериканців - 0,3 % — вихідців з тихоокеанських островів - 7,4 % — осіб інших рас |

До двох чи більше рас належало 4,1 %. Частка іспаномовних становила 16,1 % від усіх жителів.
За віковим діапазоном населення розподілялося таким чином: 24,7 % — особи молодші 18 років, 58,7 % — особи у віці 18—64 років, 16,6 % — особи у віці 65 років та старші. Медіана віку мешканця становила 34,8 року. На 100 осіб жіночої статі у місті припадало 93,6 чоловіків;  на 100 жінок у віці від 18 років та старших — 90,6 чоловіків також старших 18 років.
Середній дохід на одне домашнє господарство  становив 45 845 доларів США (медіана — 37 100), а середній дохід на одну сім'ю — 58 026 доларів (медіана — 50 028). Медіана доходів становила 41 712 долари для чоловіків та 34 567 доларів для жінок. За межею бідності перебувало 24,0 % осіб, у тому числі 30,9 % дітей у віці до 18 років та 8,1 % осіб у віці 65 років та старших.
Цивільне працевлаштоване населення становило 6148 осіб. Основні галузі зайнятості: освіта, охорона здоров'я та соціальна допомога — 23,4 %, роздрібна торгівля — 16,2 %, мистецтво, розваги та відпочинок — 11,8 %, виробництво — 9,4 %.

## Відомі мешканці
У Сентрейлії народився і провів дитячі роки великий американський хореограф Мерс Каннінгем.